# 1959 en droit
Cet article présente les faits marquants de l'année 1959 en droit.

## Événements
- France : le Code d'instruction criminelle de 1808 devient le Code de procédure pénale.
- Création de la Cour européenne des droits de l'homme (CEDH) qui siège à Strasbourg.

### Juin
- 1er juin : promulgation de la Constitution de la Tunisie.
- 26 juin : En France, le Conseil d'État affirme la valeur des principes généraux du droit (CE, Sect., 26 juin 1959, Syndicat général des ingénieurs-conseils)

### Novembre
- 20 novembre : proclamation de la Déclaration des droits de l'enfant par l'Assemblée générale de l'Organisation des Nations unies.

## Naissances
- Éric Halphen, magistrat français né à Clichy